# Nekrolog 1610
Nekrolog
◄◄
| ◄
| 1606
| 1607
| 1608
| 1609
| 1610 | 1611 | 1612 | 1613 | 1614 | ► | ►►
Weitere Ereignisse | Allgemeiner Nekrolog 1610
Die Beschreibung der verstorbenen Person sollte so kurz wie möglich gehalten sein und nur deren signifikante Tätigkeit(en) enthalten.
Neue Namen ggf. auch unter dem Geburts- und Sterbedatum, also etwa unter 1. Januar und im Geburts- und Sterbejahr (2024) eintragen (nur bei entsprechender großer Wichtigkeit). Für Beispiele siehe die schon vorhandenen Artikel.
Außerdem über die fünf zuletzt Verstorbenen, zu denen es einen ausreichend guten Artikel für eine Präsentation auf der Hauptseite gibt, nach der todesbedingten Überarbeitung der Artikel ggf. auch unter Wikipedia Diskussion:Hauptseite informieren und sie am besten auch in den anderen Wikipedia-Sprachversionen eintragen. Tipp: Regelmäßig bei news.google.de nach „ist tot“, „gestorben“ oder „verstorben“ suchen.
Wenn eine Person gestorben ist, gibt es viele Seiten zu dieser Person in der Wikipedia, die davon auch betroffen sind und entsprechend aktualisiert werden müssen. Beispiele: Namenübersichtsseite, Geburtsjahr, Geburtsort-Seiten und viele mehr.
Wie finde ich die betroffenen Seiten?
Im Suchfeld auf der linken Seite gibt man den Suchbegriff so ein: „Vorname Nachname“. Dann klickt man auf Volltext und alle Seiten mit entsprechendem Suchtext werden aufgerufen. Hier sieht man dann schnell, wo auch das Todesjahr Sinn macht oder sogar ein Teil des Artikels angepasst werden muss. Auch hilft das „Werkzeug“ auf der linken Seite sehr gut, um solche Seiten aufzufinden: „Links auf diese Seite“. Somit ist die Wikipedia wieder aktuell in allen Bereichen! Hinweis: bei Eintragung der Kategorie „Gestorben JAHR“ wird der Missbrauchsfilter 49 ausgelöst, was jedoch nicht schlimm ist. Siehe: Spezial:Missbrauchsfilter/49
Dies ist eine Liste von im Jahr 1610 verstorbenen bekannten Persönlichkeiten. Die Einträge erfolgen innerhalb der einzelnen Daten alphabetisch sortiert. Tiere sind im Nekrolog für Tiere zu finden.

## Januar
| Tag        | Name                        | Beruf, bekannt als                                   | Alter | Beleg |
| ---------- | --------------------------- | ---------------------------------------------------- | ----- | ----- |
| 1. Januar  | Cinzio Passeri Aldobrandini | Kardinal der römisch-katholischen Kirche             |       |       |
| 6. Januar  | Jakob Kesselhuth            | deutscher Steinmetz und Baumeister                   |       |       |
| 20. Januar | Jean du Bec                 | französischer Schriftsteller, Bischof von Saint-Malo |       |       |
| 21. Januar | Alphonse d’Ornano           | französischer Heerführer korsischer Abstammung       |       |       |

## Februar
| Tag         | Name                       | Beruf, bekannt als                                  | Alter | Beleg |
| ----------- | -------------------------- | --------------------------------------------------- | ----- | ----- |
| 1. Februar  | Ascanio Persio             | italienischer Humanist, Gräzist und Sprachgelehrter | 55    |       |
| 2. Februar  | Pierre Canal               | Schweizer Arzt, Romanist und Lexikograf             | 46    |       |
| 5. Februar  | Giuseppe de Rossi          | italienischer römisch-katholischer Geistlicher      |       |       |
| 18. Februar | Otto von Ramin             | Kanzler im Herzogtum Pommern                        |       |       |
| 20. Februar | Joachim von Bassewitz      | mecklenburgischer Landrat, Hofrat und Dompropst     |       |       |
| 22. Februar | Polykarp Leyser der Ältere | lutherischer Theologe                               | 57    |       |

## März
| Tag      | Name                                 | Beruf, bekannt als                                           | Alter | Beleg |
| -------- | ------------------------------------ | ------------------------------------------------------------ | ----- | ----- |
| 7. März  | Siegfried Clotz                      | hessischer Verwaltungsjurist und Kanzler                     |       |       |
| 7. März  | Maria von Sachsen-Weimar             | Äbtissin des Stifts Quedlinburg                              | 38    |       |
| 19. März | Salentin von Isenburg                | Erzbischof von Köln, Bischof von Paderborn, Graf von Grenzau |       |       |
| März     | Innocenzo Del Bufalo de’ Cancellieri | italienischer Kardinal der Römischen Kirche                  |       |       |
| März     | David Hilchen                        | livländischer Humanist, Syndikus der Stadt Riga              |       |       |

## April
| Tag       | Name                                | Beruf, bekannt als                                                     | Alter | Beleg |
| --------- | ----------------------------------- | ---------------------------------------------------------------------- | ----- | ----- |
| 5. April  | Johann Valentin Neuffer             | deutscher Jurist und Professor für Jurisprudenz in Tübingen            | 37    |       |
| 8. April  | Leonard Meldert                     | franko-flämischer Komponist, Organist und Kapellmeister                |       |       |
| 15. April | Robert Parsons                      | englischer Jesuit und Politiker                                        | 63    |       |
| 21. April | Johannes Busereuth                  | deutscher Rechtswissenschaftler, Hochschullehrer und Verwaltungsjurist | 61    |       |
| 24. April | Anna von Schleswig-Holstein-Gottorf | Gräfin von Ostfriesland                                                | 35    |       |

## Mai
| Tag     | Name                                   | Beruf, bekannt als                                                | Alter | Beleg |
| ------- | -------------------------------------- | ----------------------------------------------------------------- | ----- | ----- |
| 2. Mai  | Thomas Rehbein                         | deutscher Jurist, Ratssekretär und Ratsherr der Hansestadt Lübeck |       |       |
| 3. Mai  | Michail Wassiljewitsch Skopin-Schuiski | russischer Staatsmann und Heerführer in der Zeit der Wirren       | 23    |       |
| 6. Mai  | Martin Martini                         | Schweizer Kupferstecher                                           |       |       |
| 11. Mai | Matteo Ricci                           | italienischer Jesuit und China-Missionar                          | 57    |       |
| 14. Mai | Heinrich IV.                           | König von Frankreich und Navarra                                  | 56    |       |
| 17. Mai | Michael Tryller                        | kursächsischer Beamter                                            | 59    |       |
| 19. Mai | Hans von Wolffersdorff                 | sächsischer Beamter                                               | 60    |       |
| 24. Mai | Joachim a Burck                        | deutscher Komponist der Renaissance                               |       |       |
| 24. Mai | Eleonore von Montfort                  | Äbtissin des Damenstifts Buchau                                   |       |       |
| 27. Mai | François Ravaillac                     | Mörder Heinrichs IV. von Frankreich                               |       |       |
| 31. Mai | Gerhard Xylander                       | Priester und Domherr zu Köln                                      |       |       |

## Juni
| Tag      | Name           | Beruf, bekannt als                                 | Alter | Beleg |
| -------- | -------------- | -------------------------------------------------- | ----- | ----- |
| 9. Juni  | Lambert Lemme  | deutscher Abt des Benediktinerklosters Liesborn    |       |       |
| 12. Juni | Samuel Meiger  | deutscher Pastor, Autor, Herausgeber und Gelehrter |       |       |
| 13. Juni | Thomas Tesdale | englischer Mälzer, Unternehmer und Mäzen           |       |       |
| 15. Juni | Anton Hering   | deutscher Jurist und oldenburgischer Beamter       |       |       |

## Juli
| Tag      | Name                              | Beruf, bekannt als                                           | Alter | Beleg |
| -------- | --------------------------------- | ------------------------------------------------------------ | ----- | ----- |
| 7. Juli  | Amandus Polanus von Polansdorf    | deutscher reformierter Theologe                              | 48    |       |
| 7. Juli  | Konrad Rott                       | Augsburger Kaufmann und Spekulant                            |       |       |
| 10. Juli | Michael Schwenke                  | deutscher Bildhauer                                          | 47    |       |
| 12. Juli | Nikolaus Klinger                  | erzgebirgischer Hammerherr                                   |       |       |
| 13. Juli | Johannes Pappus                   | lutherischer Theologe und Konfessionalist                    | 61    |       |
| 17. Juli | Hans Walter                       | schweizerischer Tischler                                     |       |       |
| 18. Juli | Michelangelo Merisi da Caravaggio | italienischer Maler des Frühbarock                           | 38    |       |
| 20. Juli | Jean Errard de Bar-le-Duc         | französischer Mathematiker, Ingenieur und Festungsbaumeister |       |       |
| 22. Juli | Pedro Henriquez de Acevedo        | spanischer Feldherr und Staatsmann                           | 84    |       |
| 22. Juli | Karl I.                           | Herzog zu Mecklenburg                                        | 69    |       |
| 25. Juli | Cornelis de Groot                 | niederländischer Rechtswissenschaftler                       | 64    |       |

## August
| Tag        | Name                   | Beruf, bekannt als                                      | Alter | Beleg |
| ---------- | ---------------------- | ------------------------------------------------------- | ----- | ----- |
| 5. August  | Alonso García de Ramón | spanischer Soldat, zweimal Interimsgouverneur von Chile |       |       |
| 11. August | Girolamo Pamphilj      | italienischer Kardinal der Römisch-katholischen Kirche  |       |       |
| 16. August | Nicolaus Gercken       | deutscher Jurist                                        | 55    |       |
| 23. August | Antonie von Lothringen | Herzogin von Jülich-Kleve Berg                          | 41    |       |
| 25. August | Johann Debel           | deutscher Philologe und lutherischer Theologe           | 70    |       |
| 25. August | Heinrich Laurenz Reck  | Generalvikar in Köln                                    |       |       |

## September
| Tag           | Name                | Beruf, bekannt als                                                              | Alter | Beleg |
| ------------- | ------------------- | ------------------------------------------------------------------------------- | ----- | ----- |
| 2. September  | Heinrich Canisius   | Hochschullehrer, Jurist, Historiker und Hagiograph                              |       |       |
| 7. September  | Aggäus van Albada   | Jurist und Staatsrat der Generalstaaten                                         |       |       |
| 16. September | Robert von Lynden   | Offizier                                                                        |       |       |
| 19. September | Friedrich IV.       | Kurfürst von der Pfalz                                                          | 36    |       |
| 22. September | Christoph Spieß     | 13. Abt der Reichsabtei Ochsenhausen                                            |       |       |
| 29. September | Theobald Mansharter | deutscher Stiftsdekan und Weihbischof in Speyer sowie Titularbischof von Daulia |       |       |

## Oktober
| Tag         | Name                     | Beruf, bekannt als                           | Alter | Beleg |
| ----------- | ------------------------ | -------------------------------------------- | ----- | ----- |
| 1. Oktober  | Georg Brentel der Ältere | deutscher Maler, Zeichner und Holzstecher    |       |       |
| 1. Oktober  | Gerhard Grentzin         | Ratsherr der Hansestadt Lübeck               |       |       |
| 6. Oktober  | Hosokawa Fujitaka        | japanischer Fürst und Dichter                | 76    |       |
| 8. Oktober  | Nicolaus Kommerell       | Tuchmacher sowie Ratsverwandter von Tübingen |       |       |
| 9. Oktober  | Eberhard von Dienheim    | Bischof von Speyer                           |       |       |
| 18. Oktober | Alfonso Paleotti         | Erzbischof von Bologna                       | 78    |       |
| 26. Oktober | Francesco Vanni          | italienischer Maler                          |       |       |

## November
| Tag          | Name                     | Beruf, bekannt als                                | Alter | Beleg |
| ------------ | ------------------------ | ------------------------------------------------- | ----- | ----- |
| 2. November  | Richard Bancroft         | englischer Geistlicher, Erzbischof von Canterbury |       |       |
| 9. November  | Hermannus Koelte         | deutscher Priester, Abt des Klosters Marienfeld   |       |       |
| 10. November | Johann Wolfgang Freymann | Jurist, Regimentsrat und Reichsvizekanzler        | 64    |       |
| 20. November | Apelles Schickhardt      | württembergischer Maler                           | 30    |       |
| 21. November | Christoph Jelin          | deutscher Bildhauer der Renaissance               |       |       |
| 28. November | Laurentius Scupoli       | italienischer Priester, Theatiner                 |       |       |

## Dezember
| Tag          | Name                | Beruf, bekannt als                                      | Alter | Beleg |
| ------------ | ------------------- | ------------------------------------------------------- | ----- | ----- |
| 3. Dezember  | Honda Tadakatsu     | japanischer General                                     |       |       |
| 5. Dezember  | Bartholomäus Klinge | Rechtsgelehrter und Hochschullehrer                     |       |       |
| 11. Dezember | Adam Elsheimer      | deutscher Maler                                         |       |       |
| 21. Dezember | Pseudodimitri II.   | Heerführer und Prätendent auf den Zarenthron            |       |       |
| 21. Dezember | Katharina Wasa      | Gräfin von Ostfriesland (1599–1610)                     | 71    |       |
| 30. Dezember | Georg Mauritius     | deutscher Pädagoge, lateinischer Dichter und Dramatiker | 71    |       |
| 31. Dezember | Ludolph van Ceulen  | niederländischer Mathematiker                           | 70    |       |

## Datum unbekannt
| Tag | Name                             | Beruf, bekannt als                                                          | Alter | Beleg |
| --- | -------------------------------- | --------------------------------------------------------------------------- | ----- | ----- |
|     | Anne Cooke Bacon                 | englische Autorin und Mutter von Francis Bacon                              |       |       |
|     | Adam Berg                        | bayerischer Hofdrucker                                                      |       |       |
|     | Christof von Britzke             | Militär und Beamter                                                         |       |       |
|     | Gaspar Antonio Chi               | Maya-Chronist                                                               |       |       |
|     | Ekathotsarot                     | König von Ayutthaya in Thailand                                             |       |       |
|     | Johann Baptist Fickler           | deutscher Jurist, Hofrat und Autor                                          |       |       |
|     | Georg Gruppenbach                | deutscher Buchdrucker und Verleger                                          |       |       |
|     | Hasegawa Tōhaku                  | japanischer Maler                                                           |       |       |
|     | Andreas Herneisen                | deutscher Maler                                                             |       |       |
|     | Wolfgang II. von Hohenlohe       | Alchemist und Graf in Weikersheim                                           |       |       |
|     | Michael Imkeller                 | Steinmetz und Baumeister                                                    |       |       |
|     | Francisco de Mora                | spanischer Architekt                                                        |       |       |
|     | Anneke Petersen                  | deutsche Frau, die aufgrund des Vorwurfs der Hexerei hingerichtet wurde     |       |       |
|     | Alonso de Sotomayor y Valmediano | spanischer Konquistador und Gouverneur der spanischen Kolonie Chile         |       |       |
|     | Thomas von Sparneck              | Ritter                                                                      |       |       |
|     | Hans Steiner                     | deutscher Zeichner und Maler                                                |       |       |
|     | Edmund Tilney                    | englischer Höfling                                                          |       |       |
|     | Zhu Zaiyu                        | Prinz der chinesischen Ming-Dynastie, Mathematiker und Musikwissenschaftler |       |       |